# Calle de Juan de la Hoz
La calle de Juan de la Hoz es una vía pública de la ciudad española de Madrid, situada en el barrio de la Guindalera, distrito de Salamanca.

## Descripción
La vía discurre desde la calle de Ardemans hasta la de Cartagena. Honra con el título al dramaturgo matritense Juan Claudio de la Hoz y Mota (1622-1714). Aparece descrita en Las calles de Madrid (1889) de Hilario Peñasco de la Puente y Carlos Cambronero con las siguientes palabras:

Juan de la Hoz. Se encuentra esta calle en el ensanche del distrito de Buenavista. Es de apertura reciente. D. Juan de la Hoz y Mota fué escritor dramático de bastante buen sentido y correcta versificación. Desempeñó la procura en Cortes por Burgos y la Contaduría mayor de Hacienda. De su vida se conservan escasos antecedentes, pudiendo decirse sólo que nació en Madrid y que falleció á fines del siglo XVII.
(Peñasco de la Puente y Cambronero, 1889, p. 283)